# Dorian Hauterville
Dorian Hauterville (Lione, 27 aprile 1990) è un bobbista e velocista francese.

## Biografia
Pratica l'atletica dal 2010 nelle discipline veloci e ha partecipato ad alcune edizioni dei campionati nazionali francesi under 23. 
Nel 2016 iniziò a cimentarsi nel bob come frenatore per la squadra nazionale francese. Esordì in Coppa del Mondo nella stagione 2016/17, il 3 dicembre 2016 a Whistler, dove si piazzò al quattordicesimo posto nel bob a quattro con Loïc Costerg a guidare l'equipaggio; colse il suo primo podio nel massimo circuito mondiale il 16 febbraio 2019 a Lake Placid, penultima tappa della stagione 2018/19, dove fu secondo nel bob a due in coppia con Romain Heinrich.

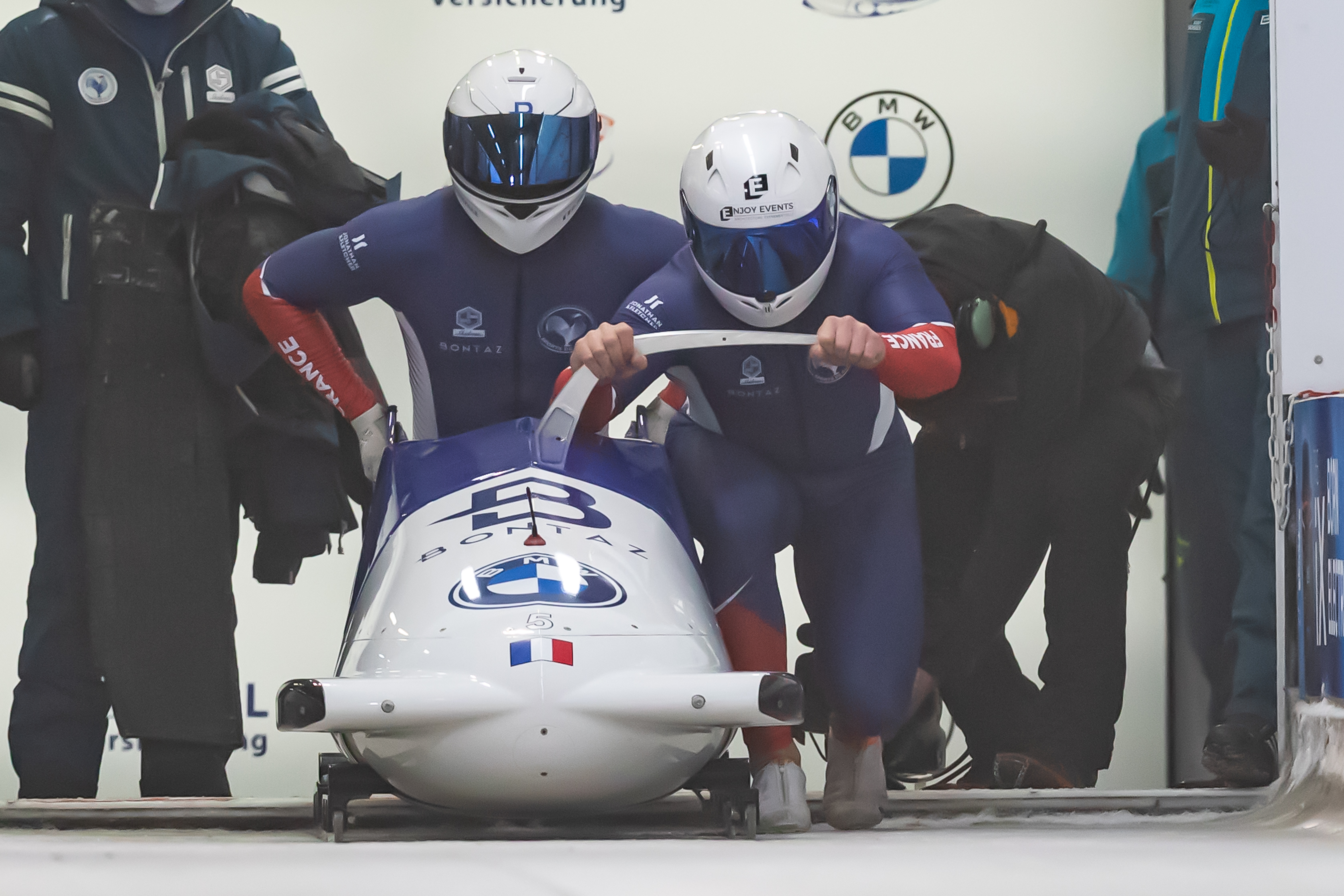
Hauterville (dietro) alla partenza della gara di bob a due ai campionati campionati mondiali di Altenberg 2021

Prese parte ai Giochi olimpici invernali di Pyeongchang 2018, classificandosi in tredicesima piazza nel bob a due con Heinrich e in undicesima nella specialità a quattro con Costerg a pilotare la slitta.
Partecipò inoltre a tre edizioni dei campionati mondiali. Nel dettaglio i suoi risultati nelle prove iridate sono stati, nel bob a due: nono ad Altenberg 2020 e ; nel bob a quattro: quattordicesimo a Schönau am Königssee 2017, quindicesimo ad Altenberg 2020 e non partito nella seconda manche ad Altenberg 2021.
Agli europei vanta invece una medaglia di bronzo conquistata nel bob a due a Schönau am Königssee 2019 in coppia con Heinrich, mentre nel bob a quattro non andò oltre il dodicesimo posto ottenuto sia nella stessa edizione del 2019 che in quella di Innsbruck 2017.

## Palmarès

### Europei
- 1 medaglia:
  - 1 bronzo (bob a due a Schönau am Königssee 2019).

### Coppa del Mondo
- 1 podio (nel bob a due):
  - 1 terzo posto.

### Circuiti minori

#### Coppa Europa
- 1 podio (nel bob a due):
  - 1 vittoria.